# Anrufergruppe
Eine Anrufergruppe ist eine benutzerspezifische Einteilung der anrufenden A-Teilnehmer in der Telekommunikation. Die Einteilung ist durch den B-Teilnehmer (Empfänger) gerätebezogen einstellbar, jedoch nicht auf allen Telefonendgeräten verfügbar. Die Programmfunktion wird vor allem von modernen Mobiltelefonen unterstützt.

## Beschreibung
Anrufergruppen bestehen aus voreingestellten Gruppen, z. B. soziale Gruppen, Vertragspartner oder ähnliches. Je nach Gerätesoftware ist die Bezeichnung entweder frei wählbar oder wird werkseitig vorgegeben. Dabei wird eine bestimmte Anrufsignalisierung (z. B. Klingelton) und/oder ein zugeordnetes Bild angezeigt; ein Bild wird jedoch nur angezeigt, wenn der A-Teilnehmer im Gerätespeicher (nicht auf der SIM-Karte) hinterlegt ist. Eine weitere Einschränkung erfährt die Anrufsignalisierung bei der einstellbaren Ausfilterung bestimmter Gruppen bezüglich der Signalisierung, beispielsweise erfolgt bei der Anrufergruppe „Familie“ lediglich ein Vibrationsalarm, während bei der Anrufergruppe „Arbeit“ ein Vibrationsalarm und ein lauter und auffälliger Signalton aktiviert wird. Die Anrufergruppen können zudem mit den Benutzerprofilen gekoppelt werden. Die Rufnummer durchläuft bei einem eingehenden Anruf eine Programmlogik, die beispielsweise die Rufnummernübertragung mit dem Telefonbuchspeicher und dem aktuellen Profil abgleicht sowie die vorgegebene Anrufsignalisierung initiiert. Sie ist ferner nur möglich, wenn eine Rufnummernübermittlung aktiv ist.

## Sinn
Sinn ist die Information des B-Teilnehmers über die Charakteristik des eingehenden Anrufs. Dabei kann er (nach Priorität) entscheiden, ob er einen Anruf annimmt. Der Angerufene weiß bereits aufgrund des Klingeltons, welche Gruppe anruft und muss nicht auf das Display schauen. Manche Telefone unterstützen die Option zur Unterbindung jedweder Anrufsignalisierung, wenn ein ausgeschlossener Teilnehmer anruft; somit kann man mit einer solchen Anrufergruppe hunderte von unerwünschten Teilnehmern komplett ignorieren (z. B. Personalchef, der entlassene Arbeitnehmer per Definition einer Gruppe "geschasstes Personal" anlegt). Somit dient die Funktion dem Anrufmanagement. Welche Nummern Teil einer Anrufergruppe sind, muss im Voraus definiert werden.

## Abgrenzung Programmlogik
Sehr ähnlich, aber prinzipiell keine Anrufergruppe ist hingegen die softwareseitige Vordefinition, wenn A-Teilnehmer ohne Rufnummernübermittlung bei dem Gerät des B-Teilnehmers anrufen und diese Anrufe abgewiesen werden oder der Anrufer hört den Besetztton oder er wird schlichtweg nicht bedient; des Weiteren ist eine Umleitung auf die Mailbox denkbar.